# Криничанський заказник
Криничанський — ентомологічний заказник місцевого значення. Об'єкт розташований на території Дворічанської селищної громади Куп'янського району Харківської області, на захід від с. Кам'янка.
Площа — 18 га, статус отриманий у 1984 році.
Охороняється ділянка типчаково-ковилового степу з крейдовими відслоненнями на схилах балки. Тут трапляються степові види комах, занесені до Червоної книги України: дибка степова, вусач-коренеїд хрестоносець, синявець римнус, сколія степова, джмелі глинистий, моховий та пахучий, а також комахи-ентомофаги та запилювачі рослин.